# Cystathionin-β-Lyase
Die Cystathionin-β-Lyase (CBL) ist ein Enzym aus der Gruppe der Lyasen, dass an der Übertragung von schwefelhaltigen Molekülen (Transsulfurierung) im Aminosäurestoffwechsel beteiligt ist.

## Eigenschaften

Reaktion der Cystathionin-β-Lyase (CbL) im Aminosäureabbau bei Pflanzen

Die Cystathionin-β-Lyase kommt in Bakterien, Hefen und Pflanzen vor. Sie katalysiert die Hydrolyse von Cystathionin, wodurch unter Abgang eines Amins Homoserin und Pyruvat entsteht. Sie ist unter anderem am Methionin-, Cystein-, Selenocystein-, Stickstoff- und am Schwefelstoffwechsel (Transsulfurierung) beteiligt. Als Cofaktor wird Pyridoxalphosphat (PLP) verwendet. Die Cystathionin-β-Lyase ist strukturell mit der Cystathionin-γ-Synthase verwandt. Die CBL kommt nicht in Tieren vor, weshalb sie ein Target bei der Entwicklung von Antibiotika ist. Die pflanzliche CBL ist etwas größer und bindet neben Cystathionin auch die nichtproteinogene Aminosäure Djenkolsäure.